# Pulvinula cinnabarina
Pulvinula cinnabarina är en svampart som först beskrevs av Karl Wilhelm Gottlieb Leopold Fuckel, och fick sitt nu gällande namn av Jean Louis Emile Boudier 1907. Pulvinula cinnabarina ingår i släktet Pulvinula, ordningen skålsvampar, klassen Pezizomycetes, divisionen sporsäcksvampar och riket svampar.   Inga underarter finns listade i Catalogue of Life.